# Sportpalota (Mexikóváros)
A Sportpalota (spanyolul: Palacio de los Deportes) a mexikói főváros, Mexikóváros egyik jelentős sportlétesítménye. Ma főként kosárlabda-mérkőzések, díjátadók, extrémsport-versenyek és könnyűzenei koncertek helyszíne.

## Története
A Sportpalota építése 1966. október 15-én kezdődött el azzal a céllal, hogy otthont adhasson az 1968-as olimpia kosárlabdatornájának. Az építkezés 1968 szeptemberére készült el, alig néhány nappal az olimpia megnyitója előtt. A kosárlabdatornára október 13. és 25. között került sor. A sportcsarnok eredeti neve a 19. századi Gyermekhősök egyikének tiszteletére Palacio de los Deportes Juan Escutia volt.
Az olimpia befejezése után a csarnok nagyon kihasználatlan volt, csak ritkán tartottak benne rendezvényeket. Az egyik ilyen rendezvény az 1970-es és az 1980-as években nagy népszerűségnek örvendő Feria del Hogar nevű vásár volt, ahol háztartási gépeket, játékokat, bútorokat és mindenféle kevésbé hasznos dolgot lehetett kapni. 1976 szeptemberében bikafuttatást is rendeztek benne, amelyre azonban annyira drágák voltak a jegyek, hogy az épület akkori kezelője, a fővárosi önkormányzat is felszólalt az ügyben, és megígérte, hogy a jövőben a palota nem lesz otthona ennyire „elitista” rendezvényeknek. Ennek ellenére 1987-ben újabb hasonló rendezvényt tartottak itt, szinte megfizethetetlen belépőjegyekkel, ami miatt az egész rendezvény meg is bukott. Ugyanebben az évben egy koncerten (ahol a Flans, a Timbiriche és a Fresas con crema lépett fel) a túlzsúfoltság miatt baleset történt, ebben egyes beszámolók állítása szerint négyen meghaltak.
1990-ben az egyik helyszíne volt a Közép-amerikai és Karibi Játékoknak, de jelentősebb könnyűzenei koncerteknek egészen 1991 januárjáig nem adott otthont: ennek egyik legfőbb oka volt, hogy az 1968-as diákzavargások és az 1971-es avándarói fesztivál óta a hasonló tömegrendezvényeket nem látták szívesen a fővárosban. Az ausztrál INXS 1991-es fellépése óta azonban számos világhírű előadó koncertezett a csarnokban, például az 1990-es években a Guns N’ Roses, a Metallica, Billy Joel és a U2, később pedig Paul McCartney (aki egy városi legenda szerint segített a csarnok rossz akusztikájának kijavításában is) és Shakira.

## Az épület
A Sportpalota Mexikóváros történelmi központjától délkeletre, Iztacalco kerület Colonia Granjas México nevű városrészében áll a Magdalena Mixhuca Sportváros területén, az Autódromo Hermanos Rodríguez autóversenypálya nyugati szomszédságában. A kör alaprajzú, tüskés kupola alakú épület magassága 45 méter, befogadóképessége 22 370 fő. Maga a kupola hiperbolikus paraboloid alakú, alumíniumból készült csőszerkezetét rézlemezekkel borított falemezek borítják. Ezek a rézlemezek, amelyekről az épületet sokan Rézdóm (Domo de Cobre) néven is emlegetik, az idő múlásával szürkés–zöldes színűvé változtak.
A csarnok 22 370 férőhelyéből 7370 darab eltávolítható. A körülötte kialakított parkoló 3864 jármű befogadására alkalmas. Benne sportrendezvények és edzések mellett többek között lovas, táncos és cirkuszi jellegű előadásokat, valamint zenei koncerteket is tartanak.
Az épület mellett, attól délkeletre látható egy nagy méretű műalkotás, Mathias Goeritz Nagy Medve (La Osa Mayor) című szoborkompozíciója, amely hét darab, csillag keresztmetszetű oszlopból áll.

## Képek

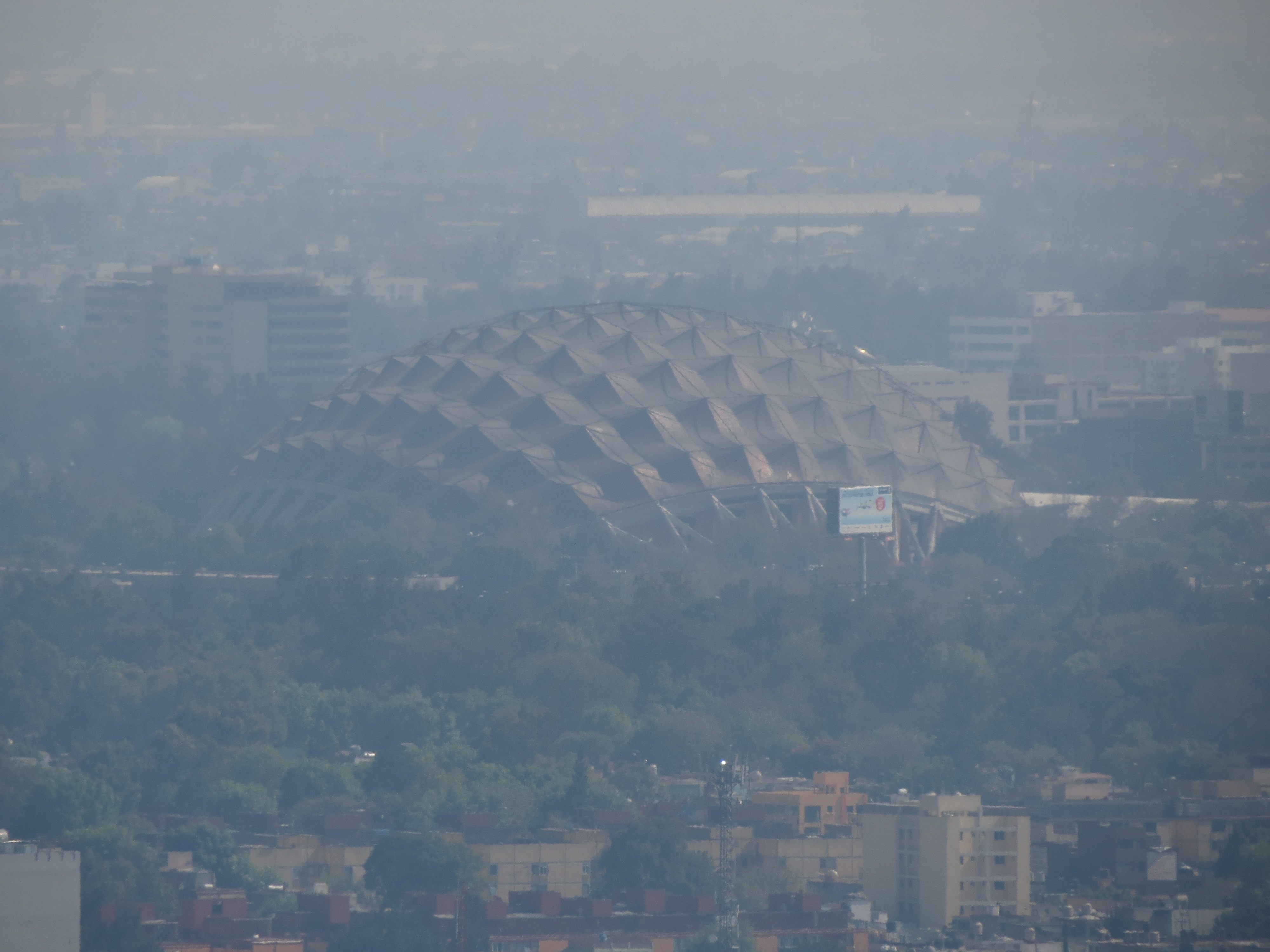
A Torre Latinoamericanából nézve
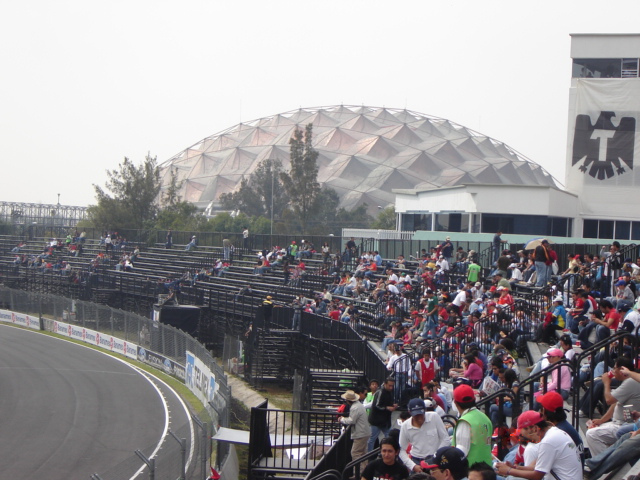
Az Autódromo Hermanos Rodríguezből nézve
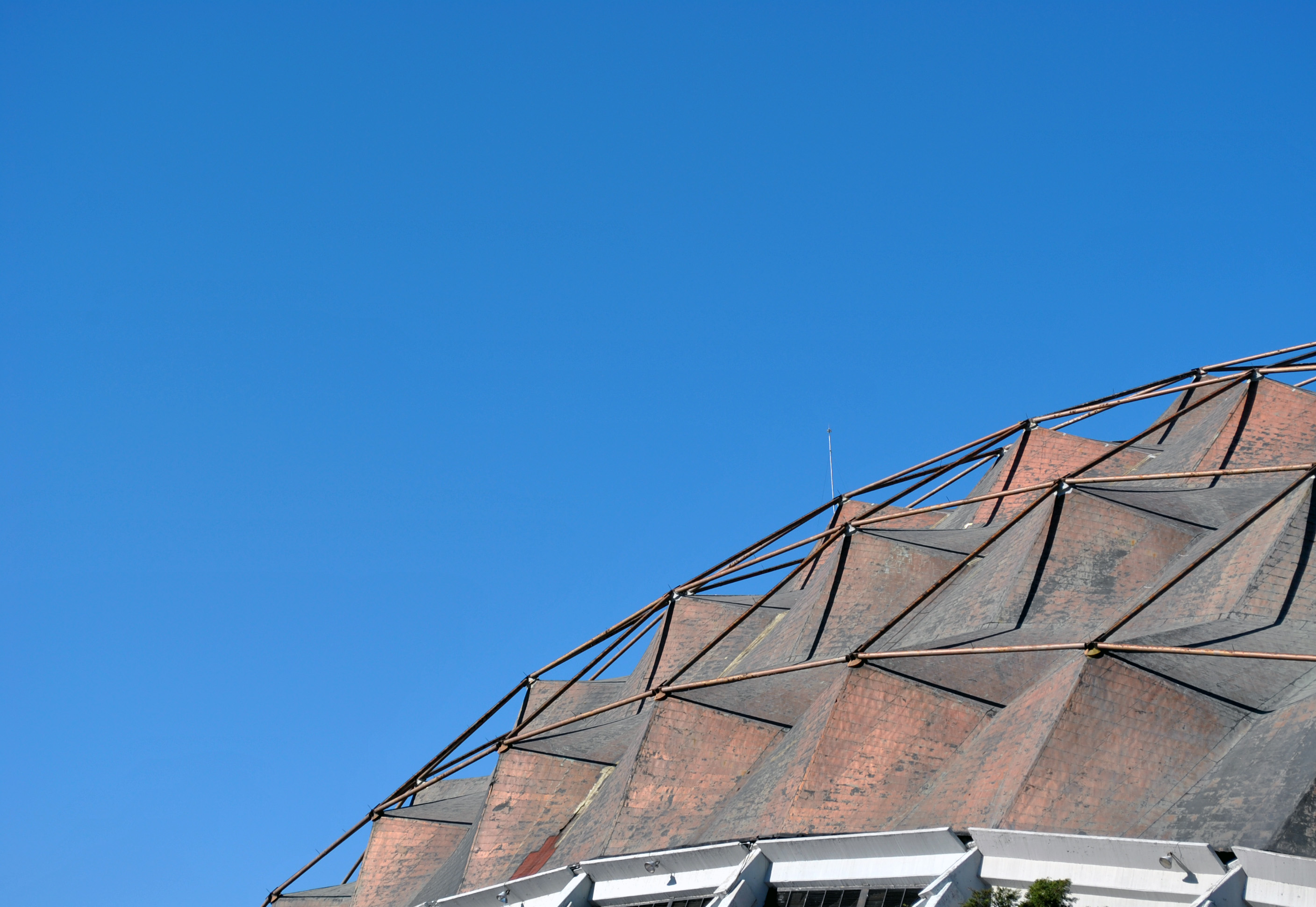
Épületrészlet
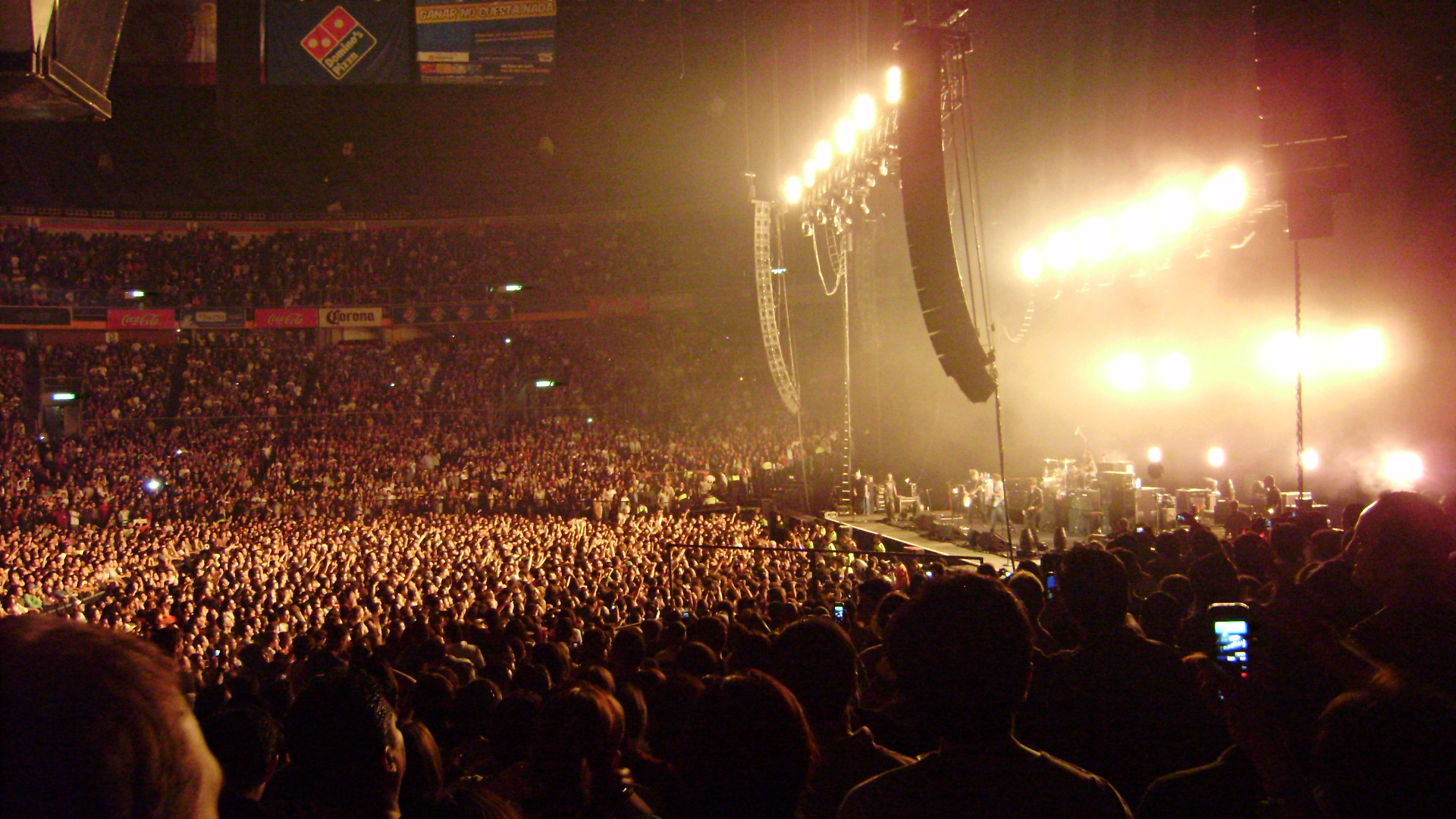
Koncert